# دور سرگردانی (داستان)
دور سرگردانی (انگلیسی: Runaround) داستان کوتاه علمی-تخیلی نوشته‌ی آیزاک آسیموف با شخصیت‌های دوره‌ای او، پاول  و داناوان است که در اکتبر ۱۹۴۱ نوشته شد و چاپ اولش در شماره‌ی ماه مارس ۱۹۴۲ «علمی-تخیلی شگفت‌انگیز» بود. در کتاب‌های «من، ربات» (۱۹۵۰)، «ربات کامل» (۱۹۸۲)و «ربات می‌بیند» (۱۹۹۰) نیز گردآوری شده است. در «دور سرگردانی» برای اولین بار با قوانین سه‌گانه رباتیک به شکل کامل مواجه می‌شویم، که در داستان‌های قبلی فقط به آنها اشاره‌ای شده بود. پژوهشگر هوش مصنوعی ماروین مینسکی گفته است:
پس از اینکه «دور سرگردانی» در شماره‌ی ماه مارس ۱۹۴۲ «شگفت‌انگیز» آمد، من هیچگاه از فکر کردن به اینکه ذهن‌ها چگونه ممکن است کار کنند، دست برنداشتم.

## خلاصه‌ی داستان
در سال ۲۰۱۵؛ پاول، داناوان و رباتی به نام اِس‌پی‌دی-۱۳ (که اسپیدی هم صدا می‌شود) به عطارد فرستاده می‌شوند تا عملیات را در ایستگاهی که ده سال پیش ترک شده است شروع کنند.
آنها متوجه می‌شوند که فوتوسل‌های پایگاه برای ادامه‌ی کارشان (که حیاتی‌ست) با کمبود سلنیوم مواجه‌اند و به زودی از کار می‌افتند. نزدیکترین حوضچه سلنیوم در ۱۷ مایلی قرار دارد، و از آنجایی که اسپیدی می‌تواند دمای بالای عطارد را تاب بیاورد، داناوان او را برای اینکار می‌فرستد. پاول و داناوان پس از آنکه پنج ساعت از رفتن اسپیدی می‌گذرد، نگران می‌شوند. آنها با استفاده از ربات‌های ابتدایی که در پایگاه یافته‌اند اسپیدی را پیدا می‌کنند و تلاش می‌کنند که اتفاقی که برای او افتاده است را تحلیل کنند.
وقتی سرانجام پیدایش می‌کنند، درمیابند که او در یک دایره‌ی بزرگ حول یک حوضچه‌ی سلنیوم در حال حرکت است. علاوه بر آن متوجه راه رفتن عجیب و غریب اسپیدی می‌شوند. وقتی از او می‌خواهند با سلنیوم برگردد، شروع به خواندن گیلبرت و سالیوان می‌کند و علایمی نشان می‌دهد که در انسان به مستی تفسیر می‌شود.
پاول بالاخره متوجه می‌شود که منبع سلنیوم خطرِ پیش‌بینی نشده‌ای برای ربات دارد. در شرایط عادی، اسپیدی از قانون دوم پیروی می‌کند، ولی چون او رباتی گران‌قیمت است که تولیدش هزینه داشته و نباید به راحتی نابود شود، قانون سوم در او تقویت شده و میزان حساسیتش به خطر به شکل بیسابقه‌ای بالا است. از آنجایی که دستورِ آوردن سلنیوم به شکلی معمولی و بدون هیچ تاکیدی بیان شده، اسپیدی نمی‌تواند تصمیم بگیرد که آیا بر اساس قانون دوم، دستور را اجرا کند؛ و یا خودش را از خطر محافظت کند (بر اساس قانون سومِ تقویت شده). پس اسپیدی بین دو موقعیت در نوسان است: دورتر از سلنیوم، که دستور داده شده بر نیاز به حفظ شخصی غلبه می‌کند؛ و نزدیکتر به سلنیوم، که اجبار قانون سوم بزرگتر می‌شود و او را به عقب می‌راند. در واقع او در یک حلقه‌ی بازخورد گیر کرده که موجب شده در اطراف نقطه‌ای که هر دو اجبار به یک میزان است در حال نوسان باشد.
تلاش آن دو برای تقویت قانون دوم، و سپس تقویت قانون سوم هر بار با شکست مواجه می‌شود. 
تنها راهی که باقی می‌ماند فعال کردن قانون اول است: پاول تصمیم می‌گیرد که خودش را با در معرض دمای بالا قرار دادن، در خطر قرار دهد، به امید اینکه اسپیدی برای نجات جان او بر ناهماهنگی شناختی‌اش بتواند غلبه کند. این بار برنامه به موفقیت منجر می‌شود.